# .int
.int és un domini de primer nivell genèric d'Internet que forma part del sistema de dominis d'Internet.
D'acord amb la política de la IANA, els dominis .int estan reservats per a organitzacions amb tractats internacionals i organitzacions no governamentals amb l'estatus d'observadors de les Nacions Unides.
Històricament el domini .int també va ser usat per a la infraestructura de bases de dades d'Internet. Els continguts de .arpa van començar a ser moguts a .int, però l'any 2000 la IAB va recomanar que no s'afegissin més bases de dades a .int i que el domini .arpa continués en ús.
El subdomini .eu.int va ser usar per institucions de la Unió Europea. Tanmateix, els noms de les anomenades institucions van ser canviats al domini .eu el 9 de maig del 2006, Dia d'Europa. Les institucions amb les direccions .eu.int van continuar sent accessibles durant un any més. Tel.678 38 12 56

## Organitzacions amb el domini .int
- Consell d'Europa (coe.int)
- Eurocontrol (eurocontrol.int)
- Banc Central Europeu (ecb.int)
- European Center for Medium-Range Weather Forecasts
- Associació Europea de lliure comerç (efta.int)
- Agència Espacial Europea (esa.int)
- Unió Europea (europa.eu.int, now primarily using europa.eu)
- Organització d'Aviació Civil Internacional (icao.int)
- International Institute for Democracy and Electoral Assistance - International IDEA
- International Organization for Migration (iom.int)
- Creu Roja (redcross.int Arxivat 2007-08-12 a Wayback Machine.)
- Unió Internacional de Telecomunicacions (itu.int)
- Interpol (interpol.int)
- OTAN (www.nato.int)
- The Phone Company Arxivat 2006-11-02 a Wayback Machine.
- ReliefWeb (reliefweb.int)
- Nacions Unides (un.int)
  - United Nations Convention to Combat Desertification
  - United Nations Framework Convention on Climate Change
  - Permanent Missions to the United Nations
- Unió Postal Universal (upu.int)
- West European Union (weu.int Arxivat 2012-08-11 a Wayback Machine.)
- World Alliance of YMCAs (ymca.int)
- Organització Mundial de la Salut (who.int)
- Organització Mundial de la Propietat Intel·lectual (wipo.int)
- Organització Meteorològica Mundial (wmo.int)